# Ambassade d'Algérie en Côte d'Ivoire
L'ambassade d'Algérie en Côte d'Ivoire est la représentation diplomatique de l'Algérie en Côte d'Ivoire, qui se trouve à Abidjan.

## Ambassadeurs d'Algérie en Côte d'Ivoire
- 2010-2014 : Boumédiène Guennad
- 2014-2022 : Mohamed Abdelaziz Bouguetaïa
- depuis 2022 : Idriss Bouassila